# Pheidole diana
Pheidole diana är en myrart som beskrevs av Auguste-Henri Forel 1908. Pheidole diana ingår i släktet Pheidole och familjen myror. Inga underarter finns listade i Catalogue of Life.

## Bildgalleri

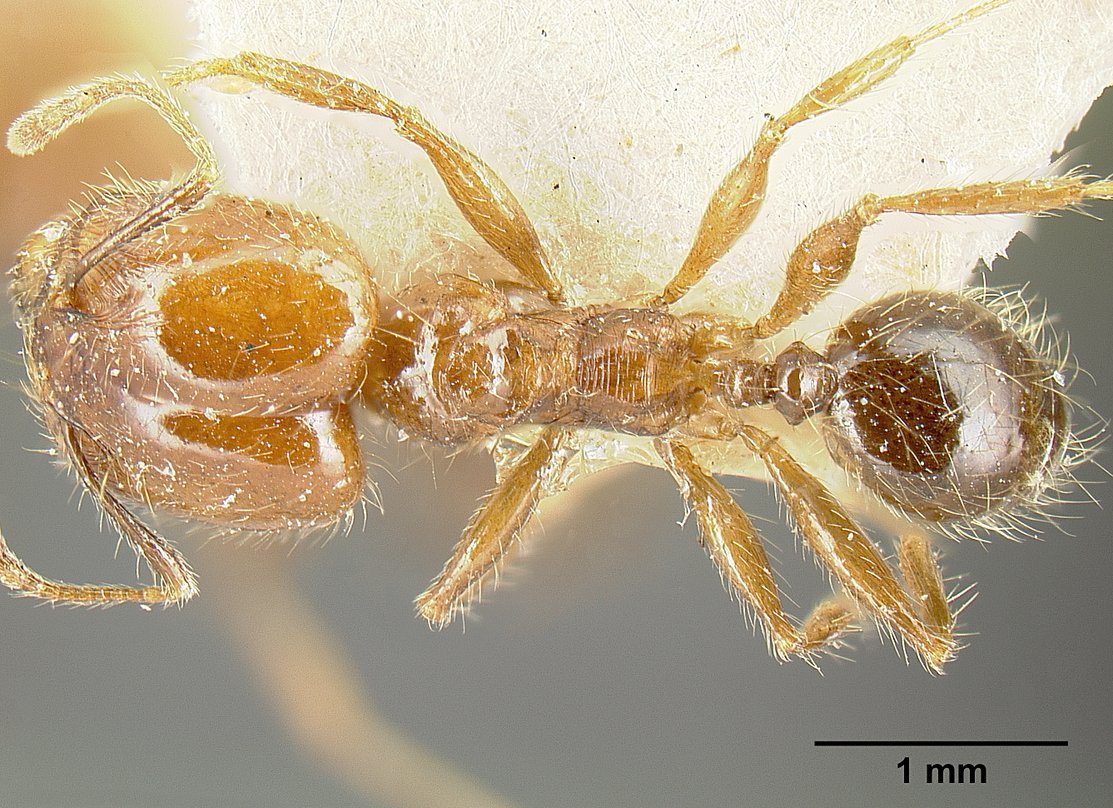
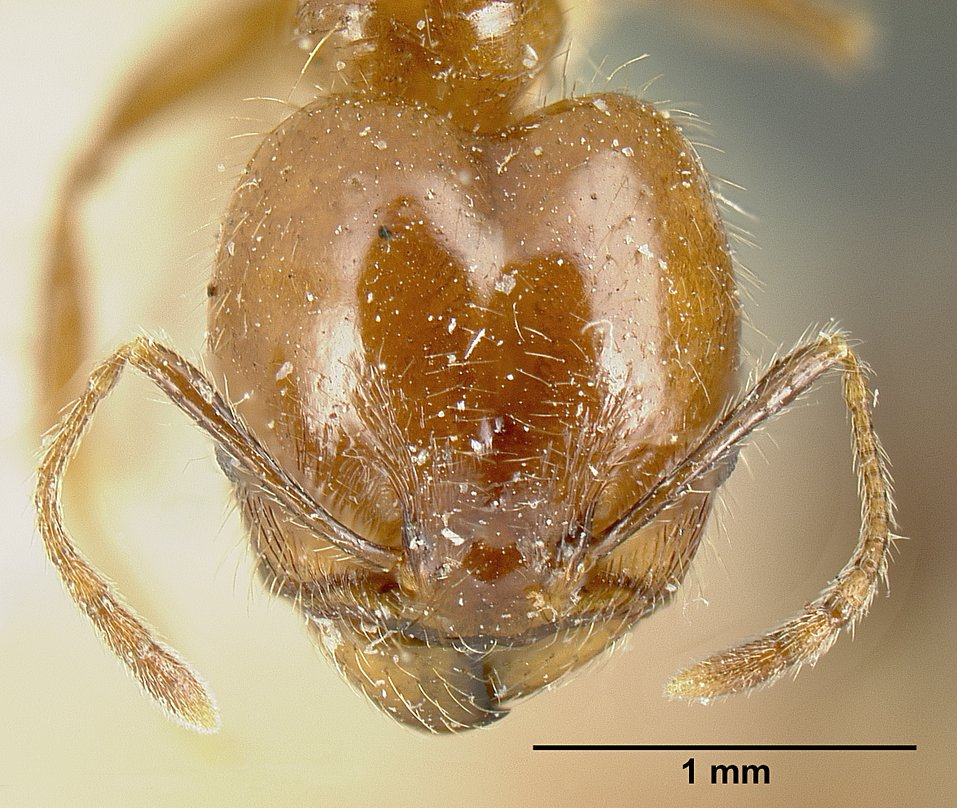
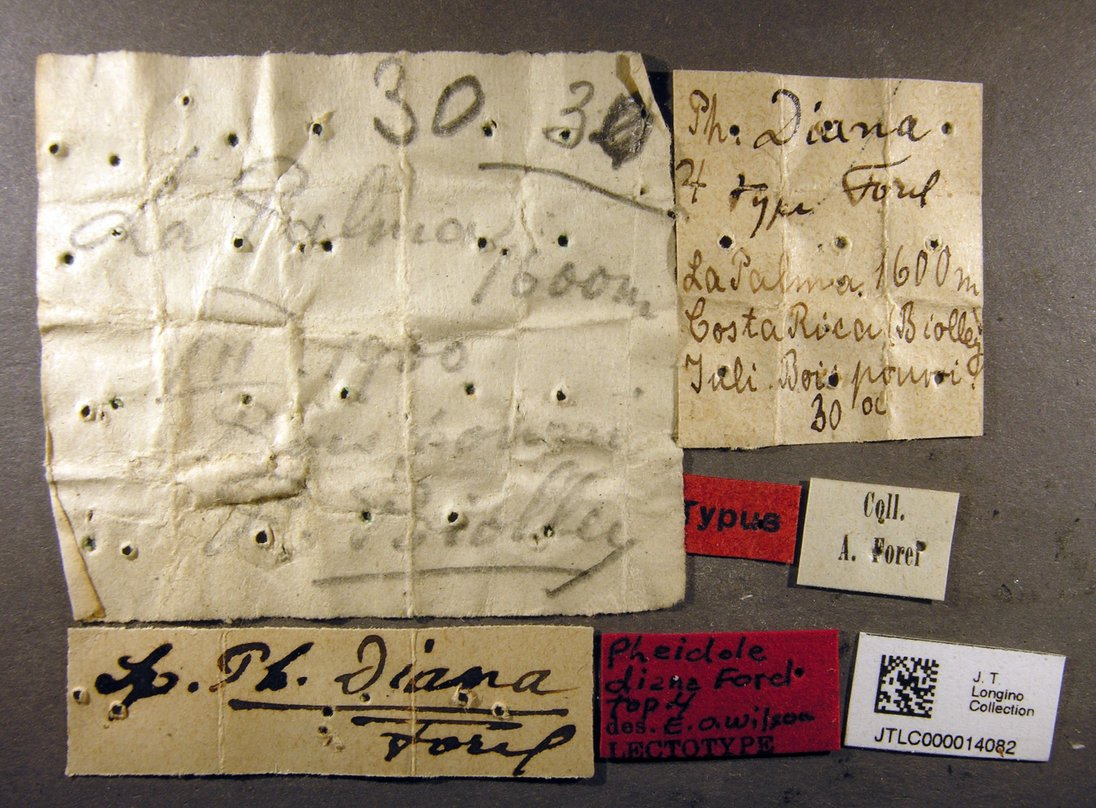
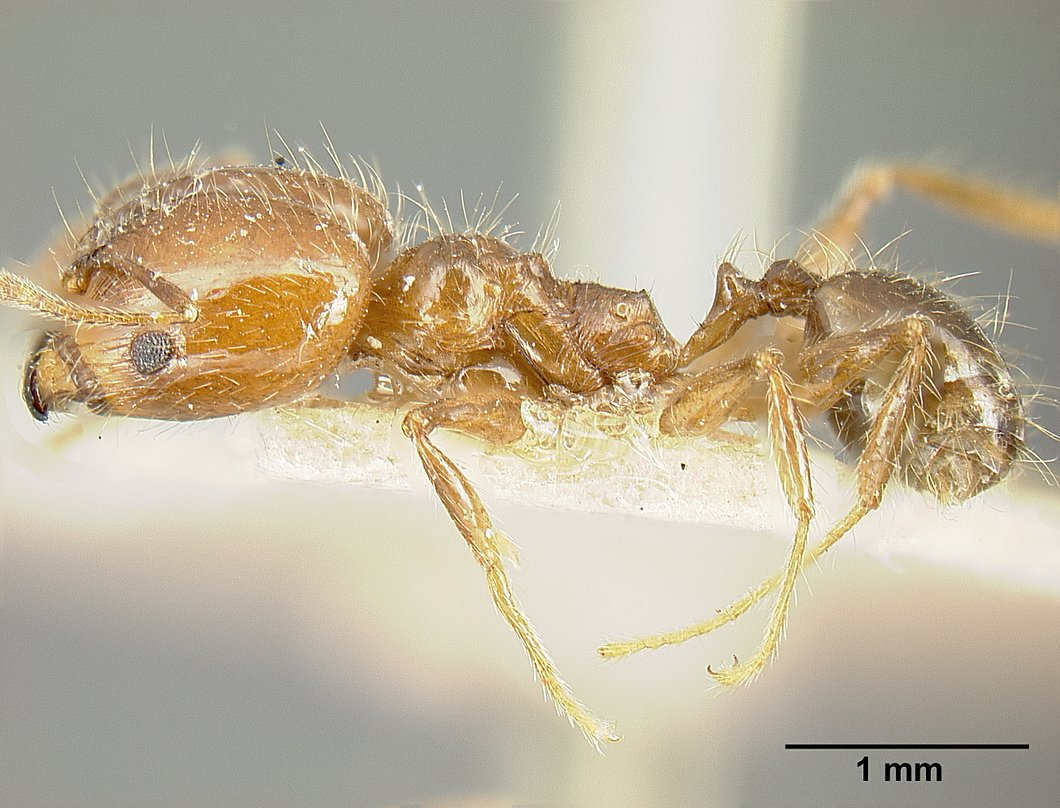
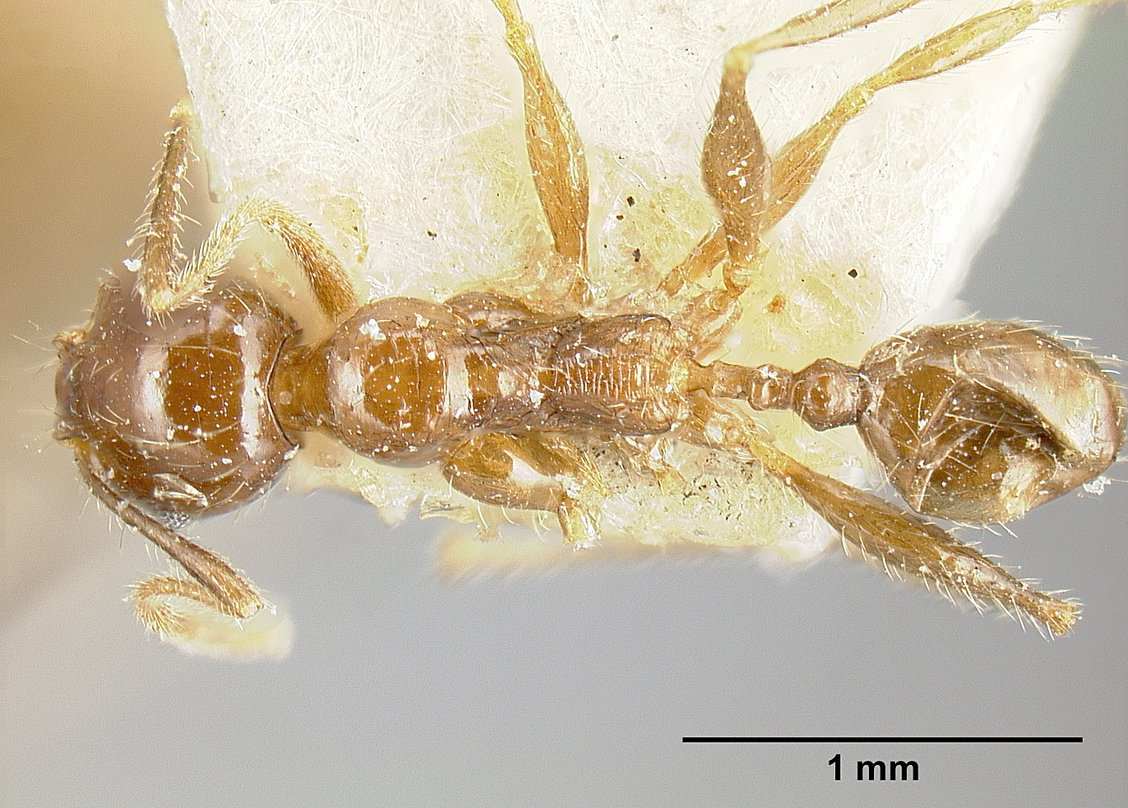
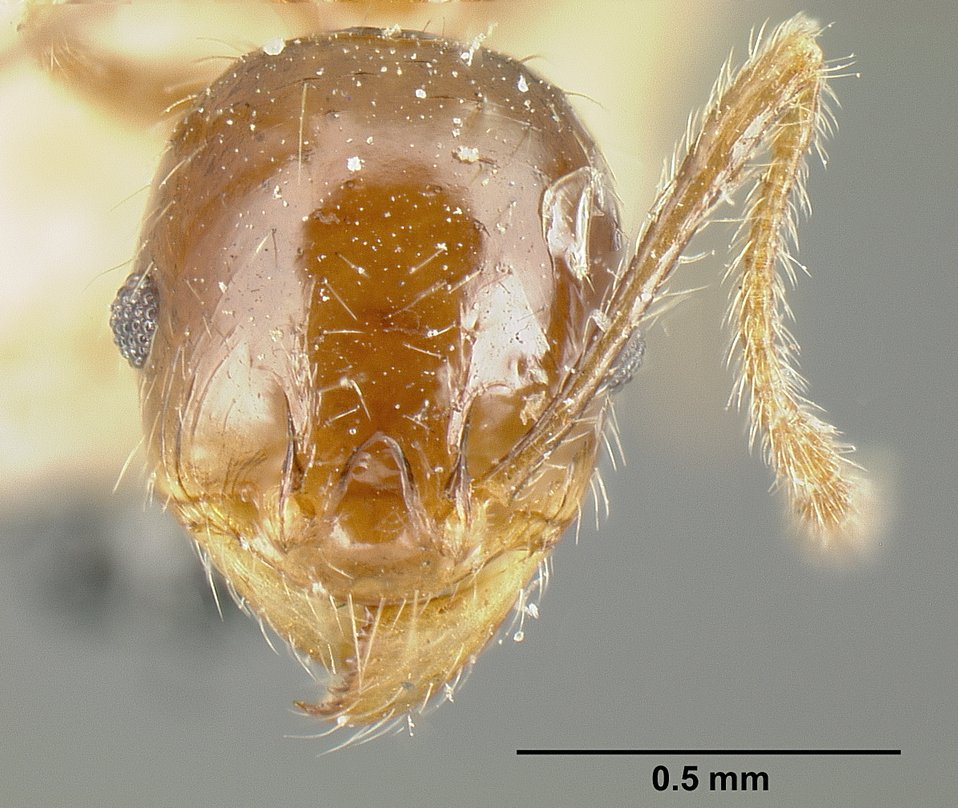